# Charles Canady
Charles Terrance Canady, född 22 juni 1954 i Lakeland i Florida, är en amerikansk politiker och jurist. Han var ledamot av Floridas representanthus 1984–1990 och ledamot av USA:s representanthus 1993–2001. År 1989, medan han var i Floridas representanthus, bytte Canady parti från Demokratiska partiet till Republikanska partiet.

## Biografi
Canady utexaminerades 1976 från Haverford College och avlade 1979 juristexamen vid Yale Law School.
Canady tillträdde 1993 som kongressledamot och efterträddes 2001 av Adam Putnam.